# Viișoara (Cluj)
Pour les articles homonymes, voir Viișoara.
Viișoara est une commune de Transylvanie, en Roumanie, dans le județ de Cluj. Elle est composée des villages de Viișoara et Urca.